# Kim Drejs
Kim Drejs (født 15. august 1980) er dansk professionel fodboldspiller, hvis primære position på banen er som målmand. Hans nuværende klub er Fremad Amager. Han har tidligere spillet for Brønshøj Boldklub, som han skrev kontrakt med den 1. juli 2007, og kortvarigt i 1. divisionsklubben AB.
Han skiftede som ungdomsspiller til Brøndby IF og startede som reservemålmand i Superliga sæsonen 1997-1998 og nåede 6 kampe for Brøndby i perioden kort efter Mogens Krogh stoppede. Under sin tid i klubben blev han dansk mester i 2002 og dansk pokalvinder i 2003. Et halvt år før kontraktudløb med Brøndby IF den 31. december 2003, blev han udlejet til den nyoprykkede 1. divisionsklub Fremad Amager, hvor han blev fast mand i startopstillingen. Amagerkanerne skrev efterfølgende kontrakt med ham, som senere blev forlænget til 30. juni 2008.
I sommeren 2005, skiftede han dog bopæl til Sønderjylland og indgik en 3-årig kontrakt (indtil 2008) med SønderjyskE efter at være blevet købt ved hjælp af en frikøbsklausul. I sommeren 2006 valgte han imidlertid (grundet hjemve) at få sin kontrakt ophævet og vendte tilbage til Sjælland efter en enkelt sæson i Superligaen og skrev kontrakt med Holbæk Bold- og Idrætsforening og gik i gang med en elektrikeruddannelse.
Han har spillet 23 landskampe for forskellige ungdomslandshold (U-16, U-17, U-19 og U-21), heriblandt en enkelt for U21-landsholdet tilbage i april 2001.

## Spillerkarriere
- 198x-19xx: IF Hjorten (ungdomsklub)
- 19xx-19xx: Kolind-Perstrup IF og Djurs KVM på Djursland
- 19xx-1997: AGF (ungdomsklub)
- 1997-2003: Brøndby IF, 7 kampe og 0 mål [2], Superligaen og ungdom.
- 2003-2005: Boldklubben Fremad Amager, 60 kampe og 0 mål, 1. division
- 2005-2006: SønderjyskE, 16 kampe og 0 mål, Superligaen
- 2006-2007: Holbæk B&I, 18 kampe og 0 mål [3], 2. division Øst
- 2007-2009: Hvidovre Idrætsforening, 53 kampe og 1 mål [4], 1. division
- 2009-2013 : Brønshøj Boldklub, 123 kampe, 0 mål og 43 clean sheets [5]
- 2013-2014:Akademisk Boldklub Gladsaxe
- 2014 : Næstved Boldklub
- 2014- : Fremad Amager
- 2020- : Hornbæk IF